# FM mle1924/29軽機関銃
FM mle 1924/29軽機関銃（fusil-mitrailleur mle 1924, FM-24/29）は、第一次世界大戦後にフランスで開発された軽機関銃である。

## 開発経緯

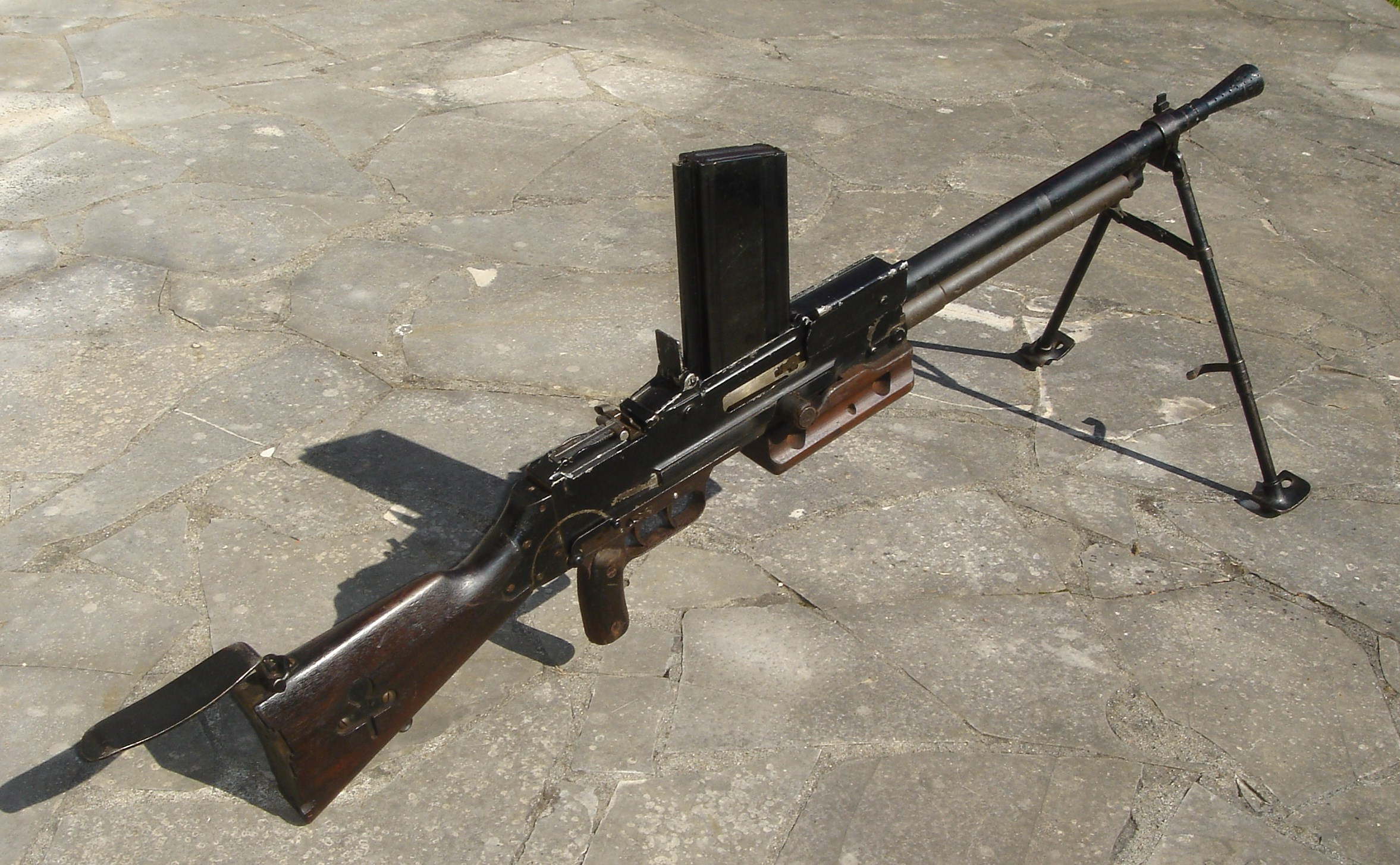
FM mle 1924/29

第一次世界大戦以降、フランス軍でFM Mle1915軽機関銃に代わる新型軽機関銃としてフランスで開発された軽機関銃である。
開発は主にシャテルロー造兵廠で開発が進められ、1921年から研究が開始、7.5x59mmおよび7.5x56mmという弾薬が試作された。1922年に7.5x58mm弾薬が試作され、開発中の軽機関銃（後のFM Mle1924）と共にテストされ1924年にFM Mle1924軽機関銃共々採用された。しかし配備された部隊にて、ドイツから接収した火器用の7.92x57mmモーゼル弾（8mmマウザー）弾薬と混同して死傷者を出す事故が起きた。シャテルロー造兵廠は1927年、薬莢を識別し易くするためにやや短い7.5x54mm弾薬を開発、誤って8mmマウザー弾を薬室へ装填しようとしても途中で停まり、撃発を未然に防ぐようにした。先のFM Mle1924軽機関銃は以降、新弾薬で製造される事になった。これがFM Mle1924/29軽機関銃である。
機関部は基本的にアメリカで開発されたブローニングM1918を参考にしたためガスオペレーション方式およびオープンボルト式を採用。銃本体の二脚の他に、銃床にも固定射撃用の立脚が装着されている。また、セミ・フルオート射撃の切り替えがスイッチ式ではなく、専用の射撃トリガーが2つ前後に独立して並んでいるといった、当時には珍しい機関部となっている。トリガーのうち前側はセミオート、後ろ側はフルオート用である。銃身は固定式のため、交換は兵器整備部門で行われる。銃を運搬するためのハンドルは無いが、本体前方の下側に木製の先台がある。弾倉を抜いた際に弾倉挿入口と排莢口を保護するための防塵カバーを備える。

## その後
完成したFM mle 1924/29軽機関銃は1930年代から量産を開始し、1938年には全部隊にてショーシャ軽機関銃からの引継ぎを完了している。
第二次世界大戦を通してフランス軍での主力軽機関銃として活躍した。その後フランスがナチス・ドイツにより占領されると、ドイツによる傀儡政権であったヴィシー政権およびイギリスに亡命した自由フランス軍などでFM mle 1924/29軽機関銃は使用され、ドイツ陸軍でも補助兵器として、フランス沿岸の防空警備などで僅かに使用されている。
大戦終結後は1950年代の中頃までフランス陸軍で使用され、インドシナ戦争などでフランス陸軍に使用されるが、新型のベルト給弾式AA-52汎用機関銃が登場すると、陸軍からは順次取り替えられていった。

## 登場作品

### 映画・テレビドラマ
『ジャッカルの日』
映画序盤において、ド・ゴール大統領暗殺を企てるOASの暗殺者3人の内1人が所持し、大統領夫妻が乗るシトロエン・DSに対して側面から発砲する。他の2人はそれぞれMP40とトミーガン（おそらくM1928A1）を使用。

### ゲーム
『コール オブ デューティ2 ビッグ レッド ワン』
ヴィシー・フランス軍のマシンガンとして登場する。